# Udacity

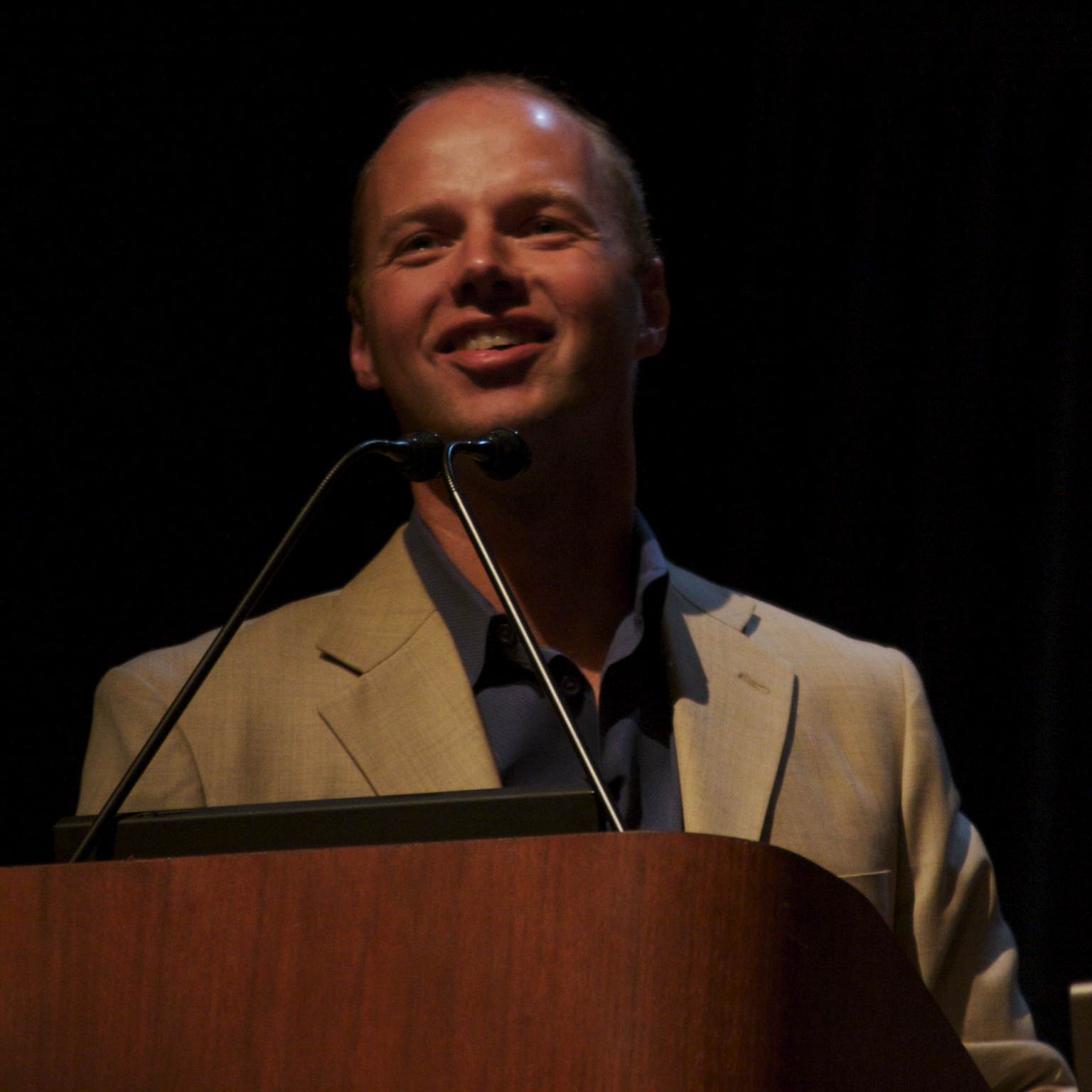
Cofundador de Udacity, Sebastian Thrun, 2006

Udacity es una organización educativa con ánimo de lucro fundada por Sebastian Thrun, David Stavens y Mike Sokolsky que ofrece cursos en línea masivos y abiertos (MOOCs). Según Thrun, el origen del nombre Udacity proviene del deseo de la compañía de ser "audaz para ti, el estudiante".
Udacity es el resultado de las clases de informática gratuitas ofrecidas en el año 2011 a través de la Universidad de Stanford. Desde el 1 de agosto de 2013, Udacity tiene 25 cursos activos. Thrun ha declarado que espera se matriculen medio millón de estudiantes después de una inscripción de 160.000 alumnos en el curso predecesor en Stanford, Introducción a la Inteligencia Artificial, y 90.000 estudiantes se inscribieron en las dos clases iniciales a partir de marzo de 2012. Udacity se anunció en la conferencia Digital Life Design 2012. Udacity es financiado por la firma de capital de riesgo, Charles River Ventures y $300.000 de dinero personal de Thrun. en octubre de 2012, la firma de capital riesgo Andreessen Horowitz llevó otra inversión de $15 millones a Udacity.
El trabajo de Thrun en Udacity fue señalado por The Guardian en una lista de personas que defienden Internet abierto.

## Cursos
Los dos primeros cursos lanzados en Udacity empezaron el 20 de febrero de 2012, titulado "CS 101: Construcción de un motor de búsqueda, impartido por David Evans de la Universidad de Virginia, y "CS 373: Programación de un coche robótico" enseñado por Thrun. Ambos cursos utilizan Python.
Otros cuatro cursos comenzaron el 16 de abril de 2012, abarcando una amplia gama de posibilidades y temas, con profesores como Steve Huffman y Peter Norvig. Cinco nuevos cursos fueron anunciados el 31 de mayo de 2012, y fue la primera vez que Udacity ofreció cursos fuera del dominio de la informática. Cuatro de estos cursos fueron lanzados al comienzo del tercer "hexamestre", el 25 de junio de 2012. Un curso, Lógica y Matemática Discreta: Fundamentos de Informática, se retrasó durante varias semanas antes de que un anuncio de correo electrónico se enviara el 14 de agosto indicando que el curso no se pondría en marcha, aunque no se proporcionó ninguna explicación adicional.
El 23 de agosto de 2012, un nuevo curso en emprendimiento, EP245 impartido por jubilado empresario en serie Steve Blank, fue anunciado. Cuatro nuevos cursos especializados CS (informática) se dieron a conocer el 18 de octubre de 2012, en el marco de la colaboración con Google, Nvidia, Microsoft, Autodesk, Cadence Design Systems, y Wolfram Research, y que se lanzaron a principios de 2013. El 28 de noviembre de 2012, la clase original de IA de Thrun fue relanzada como curso en Udacity como CS271.
Udacity anunció una alianza con la Universidad Estatal de San José (SJSU) el 15 de enero de 2013 y la creación experimental de tres nuevos cursos, dos cursos de álgebra y un curso de estadísticas, disponibles para créditos universitarios en SJSU y ofreció totalmente en línea. Tres meses después, el experimento se amplió para incluir MA006, MA008 y ST095, así como dos nuevos cursos, CS046 y PS001. El 18 de julio de 2013, la alianza fue suspendido después de que más de la mitad de los estudiantes fallaran sus exámenes finales.

### Formato del curso
Cada curso consta de varias unidades que comprenden clases de vídeo con subtítulos Closed Caption, junto con cuestionarios integrados para ayudar a los estudiantes a comprender conceptos y reforzar las ideas, así como tareas de seguimiento que promueven el modelo "aprender haciendo". Las clases de programación utilizan el lenguaje Python, las prácticas de programación son clasificadas por los programas de clasificación automatizada de los servidores de Udacity.

## Inscripción
Durante los primeros meses de existencia de Udacity, la matrícula para cada clase se cortaba en la fecha de vencimiento de la primera tarea asignada, y los cursos fueron re-ofrecidos cada hexamestre. Desde agosto de 2012, todos los cursos han sido de "inscripción abierta", los estudiantes pueden matricularse en uno o más cursos en cualquier momento después de que un curso se ponga en marcha. Todas las clases de los cursos y los boletines de problemas están disponibles al momento de inscripción y luego se pueden completar al ritmo preferido por los estudiantes.
Udacity tenía estudiantes en 203 países en el verano de 2012, con el mayor número de estudiantes en los Estados Unidos (42%), India (7%), Reino Unido (5%) y Alemania (4%). Los estudiantes de Udacity de CS101 tienen un rango de edad de entre 13 y 80 años. Los estudiantes de 13 años avanzados son capaces de completar varios cursos de informática de nivel superior en Udacity.

## Certificación
Al finalizar un curso, los estudiantes reciben un certificado de cumplimiento que indica su nivel de logro, firmado por los instructores, sin coste alguno. Además, a partir del 24 de agosto de 2012, mediante la asociación con la compañía de pruebas electrónicas Pearson VUE, los estudiantes de CS101 puede optar por tomar un examen final supervisado de 75 por una tarifa de $89 en un esfuerzo para permitir que las clases Udacity "cuenten para una credencial que es reconocido por los empresarios".
Otros planes anunciados para las opciones de certificación incluirían un "examen online seguro" como una alternativa menos costosa que los exámenes supervisados en persona.
El Campus Global de la Universidad Estatal de Colorado comenzó a ofrecer la transferencia de créditos de la asignatura de informática introductoria (CS101) para estudiantes Udacity que toman el examen final a través de un centro de pruebas de seguridad.

## Premios
En noviembre de 2012, el fundador Sebastian Thrun ganó el premio en educación Smithsonian American Ingenuity por su trabajo en Udacity.